# Steel Bank Common Lisp
Steel Bank Common Lisp（SBCL）是一个自由的Common Lisp实现，它的特征为高性能本机编译器、Unicode支持和线程。
名字“钢铁银行Common Lisp”，参照了SBCL所分叉的卡内基·梅隆大学Common Lisp：安德鲁·卡内基从钢铁工业得到财富，而安德鲁·W·梅隆是一个成功的银行家。

## 历史
SBCL衍生自CMUCL（在卡内基·梅隆大学创建），而它自身又派生自Spice Lisp，包括了1980年代在IBM RT PC上的Mach操作系统，和在三河计算公司的PERQ计算机上的早期实现。
William Newman最初在1999年12月宣称SBCL是CMUCL的一种变体。当时主要差异点是整洁的引导过程：CMUCL要求一个自身的预编译的二进制可执行文件来编译CMUCL源代码，而SBCL在理论上支持从任何遵循ANSI的Common Lisp实现引导。
SBCL在2000年9月成为了一个SourceForge项目。分叉的最初理由是继续Newman的初始工作，而不动摇当时已经是成熟的和大量使用的实现的CMUCL。分叉是友好的，此后在两个项目之间有大量的代码流通和其他交叉影响。
此后SBCL吸引了一些开发者，它被移植到多个硬件架构和操作系统之上，并被持续的变更和增强：尽管它去除了被认为超出此项目的一些CMUCL扩展（比如Motif接口），它已经有了很多新的扩展，包括本机线程和Unicode支持。
版本1.0在2006年11发行，并被继续活跃开发。
William Newman在2008年4月离任了SBCL项目管理者。一些其他开发者临时接管这个项目。
在SBCL的10周年纪念之时，专门组建了一个工作室。
在SBCL的20周年纪念之时，版本2.0.0于2019年12月29日发行，没有重大的改变。

## 引用
1. ↑  http://www.sbcl.org/news.html#2.5.2.
2. 1 2 3  Hirschfeld & Rose 2008，第76頁.
3. ↑  http://www-jcsu.jesus.cam.ac.uk/~csr21/sbcl-0.0 （页面存档备份，存于） original email announcement of the fork from CMUCL
4. ↑  .   [2021-11-03]. （原始内容存档于2022-05-05）.
5. ↑  http://groups.google.com/group/sbcl-devel/msg/4374486c33601c7f （页面存档备份，存于） Mail from William Newman where he announces his resignation
6. ↑  http://groups.google.com/group/sbcl-devel/msg/59c9cd6ce9949b61 （页面存档备份，存于） Mail from Christophe Rhodes describing the interim SBCL management
7. ↑  .   [2021-11-03]. （原始内容存档于2021-11-03）.
8. ↑  Rhodes, Christophe. . sourceforge.net.   [1 May 2021]. （原始内容存档于2021-11-05）.

## 延伸阅读
- Dozsa, Adrian; Gı̂rba, Tudor; Marinescu, Radu.  (PDF). Proceedings of European Conference on Software Maintenance and Reengineering (IEEE). 2008: 223–232. ISBN 978-1-4244-2157-2. ISSN 1534-5351. S2CID 6368390. doi:10.1109/CSMR.2008.4493317.
- Rhodes, Christophe.  (PDF). Journal of Universal Computer Science. 2010  [2021-11-03]. （原始内容 (PDF)存档于2016-10-03）.